# Hiện tượng tự quay của Trái Đất

Một hình ảnh động hiển thị vòng quay của Trái Đất quanh trục của nó

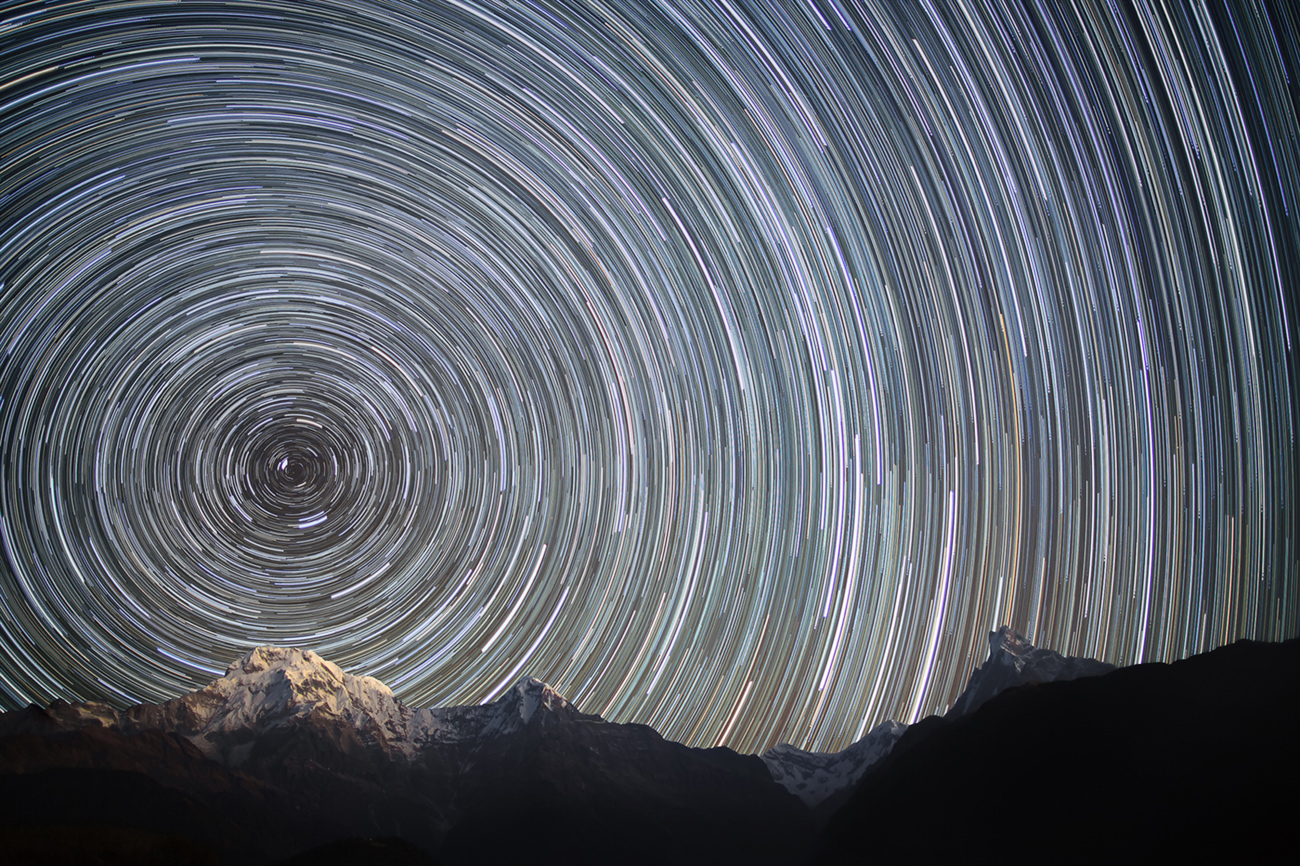
Trời đêm trên dãy Himalaya Nepal, cho thấy đường của sao khi Trái Đất quay.

Hiện tượng tự quay của Trái Đất là sự quay của hành tinh Trái Đất xung quanh trục của nó. Trái Đất quay từ phía tây sang phía đông. Nhìn từ sao Bắc cực Polaris, Trái Đất quay ngược chiều kim đồng hồ.
Bắc Cực, cũng được biết đến là Cực Bắc địa lý, là điểm ở Bán cầu Bắc mà trục quay của Trái Đất gặp bề mặt. Điểm này khác với Cực Bắc từ của Trái Đất. Nam Cực là điểm còn lại mà trục quay của Trái Đất gặp bề mặt, ở Châu Nam Cực.
Trái Đất quay một vòng khoảng 24 giờ so với Mặt Trời và 23 giờ, 56 phút và 4 giây so với các ngôi sao (xem phần dưới). Hiện tượng tự quay của Trái Đất chậm dần theo thời gian; vì vậy, một ngày trong quá khứ ngắn hơn hiện tại. Điều này là do hiệu ứng thủy triều Mặt Trăng tác động lên Trái Đất. Đồng hồ nguyên tử cho thấy một ngày trong thời hiện đại chậm hơn khoảng 1,7 mili giây so với một thế kỷ trước, từ từ tăng tốc độ Giờ Phối hợp Quốc tế được điều chỉnh bởi giây nhuận. Phân tích về ghi chép thiên văn học trong lịch sử cho thấy xu hướng chậm lại 2,3 mili giây mỗi thế kỷ từ thế kỷ thứ 8 TCN.

## Lịch sử
Trong số những người Hy Lạp cổ đại, một vài trường phái Pythagoras tin rằng có Trái Đất tự quay thay vì sự quay vòng ngày đêm của thiên đường. Có lẽ người đầu tiên là Philolaus (470–385 TCN), mặc dù hệ thống của ông ấy phức tạp, bao gồm một phản-Trái Đất quay hàng ngày quanh một ngọn lửa trung tâm.
Một bức tranh thông thường hơn được ủng hộ bởi Hicetas, Heraclides và Ecphantus trong thế kỷ thứ 4 TCN, những người cho rằng Trái Đất quay nhưng không cho rằng Trái Đất quay quanh Mặt Trời. Trong thế kỷ thứ 3 TCN, Aristarchus của Samos gợi ý về thuyết nhật tâm.
Tuy nhiên, Aristotle trong thế kỷ thứ 4 chỉ trích về ý tưởng của Philolaus là dựa vào lý thuyết hơn là quan sát. Ông ấy đưa ra ý tưởng một quả cầu định tinh quay quanh Trái Đất. Điều này được chấp nhận bởi hầu hết những người sau đó, cụ thể là Claudius Ptolemy (thế kỷ thứ 2 SCN), người nghĩ rằng Trái Đất sẽ bị phá hủy bởi bão nếu nó quay.
Năm 499 SCN, nhà thiên văn học người Ấn Độ Aryabhata viết rằng Trái Đất tròn quay quanh trục của nó hàng ngày, và dịch chuyển biểu kiến của sao là một chuyển động tương đối gây ra bởi sự quay của Trái Đất. Ông ấy cung cấp sự tương đồng sau: "Chỉ khi một người trên thuyền đi trên một hướng nhìn những vật tĩnh trên bờ như đang di chuyển về hướng ngược lại, tương tự như một người ở Lanka những định tinh có vẻ đi về hướng tây."
Trong thế kỷ thứ 10, một số nhà thiên văn học Hồi giáo chấp nhận rằng Trái Đất quay quanh trục của nó. Al-Biruni, Abu Sa'id al-Sijzi (d. circa 1020) phát minh một thước trắc tinh gọi là al-zūraqī dược trên ý tưởng được tin bởi một số người đương thời của ông ấy rằng "chuyển động chúng ta nhìn thấy là do dịch chuyển của Trái Đất và không do bầu trời." Sự phổ biến của quan điểm này sau đó được xác nhận bởi nguồn tham khảo từ thế kỷ thứ 13 mà cho rằng: "Theo những nhà hình học [hoặc kỹ sư] (muhandisīn), Trái Đất đang ở trong chuyển động tròn bất biến, và cái được cho là chuyển động của thiên đàng thược tế là do chuyển động của Trái Đất và không phải là các ngôi sao." Các luận án đã được viết để tranh luận về khả năng của nó, gồm những lời bác bỏ hoặc thể hiện nghi ngờ về tranh cãi phản đối nó của Ptolemy. Tại đài thiên văn Maragha và Samarkand, sự quay của Trái Đất được tranh luận bởi Tusi (b. 1201) và Qushji (b. 1403); lý lẽ và bằng chứng họ sử dụng giống với những gì Copernicus sử dụng để ủng hộ chuyển động của Trái Đất.
Ở châu Âu Trung Cổ, Thomas Aquinas chấp nhận quan điểm của Aristotle và do đó, một cách miễn cưỡng, cả John Buridan và Nicole Oresme trong thế kỷ thứ 14. Mãi đến khi Nicolaus Copernicus thông qua hệ thống nhật tâm năm 1543 đã xác minh hiện tượng tự quay của Trái Đất. Copernicus chỉ ra rằng Trái Đất dịch chuyển dữ dội, và sự dịch chuyển của các ngôi sao cũng vậy. Ông ấy công nhận đóng góp của môn đồ Pythagoras và đưa ra ví dụ chuyển động có liên quan. Đối với Copernicus đây là bước đầu trong việc tạo ra mô hình đơn giản hơn về các hành tinh xoay quanh Mặt Trời ở tâm.
Tycho Brahe, người đưa ra các quan sát chính xác mà các định luật của Kepler dựa vào đó, sử dụng thành quả của Copernicus làm nền tảng của hệ thống cho rằng Trái Đất tĩnh. Năm 1600, William Gilbert ủng hộ mãnh liệt sự tự quay của Trái Đất trong luận án của ông về từ trường Trái Đất và do đó tác động đến nhiều người đồng nghiệp của ông ấy. Những người như Gilbert mà không thẳng thắn ủng hộ hoặc bác bỏ chuyển động của Trái Đất xung quanh Mặt Trời thường được gọi là "người bán Copernicus". Một thế kỷ sau Copernicus, Riccioli tranh cãi về mô hình Trái Đất quay do thiếu quan sát sự lệch hướng về phía đông của cát vật rơi xuống; sự lệch hướng này sau đó được gọi là hiệu ứng Coriolis. Tuy nhiên, cống hiến của Kepler, Galileo và Newton tổng hợp ủng hộ cho lý thuyết về sự quay của Trái Đất.

## Chu kỳ quay

### Ngày Mặt Trời thực
Chu kỳ tự quay của Trái Đất so với trái đất (từ trưa thực đến trưa thực) là ngày Mặt Trời thực của nó. Nó phụ thuộc vào chuyển động quỹ đạo của Trái Đất và do đó bị ảnh hưởng bởi thay đổi trong độ lệch tâm và độ nghiêng của quỹ đạo Trái Đất. Cả hai đều thay đổi sau hàng nghìn năm nên sự thay đổi hàng năm của ngày mặt trời thực cũng thay đổi. Thông thường, nó dài hơn ngày Mặt Trời trung bình trong hai giai đoạn của năm và ngắn hơn trong hai giai đoạn còn lại. Ngày Mặt Trời thực có xu hướng dài hơn gần điểm cận nhật khi Mặt Trời di chuyển biểu kiến theo mặt phẳng hoàng đạo qua góc lớn hơn bình thường, cần khoảng 10 giây dài hơn để làm vậy. Ngược lại, nó là khoảng 10 giây ngắn hơn gần điểm viễn nhật. Nó là khoảng 20 giây dài hơn gần điểm chí khi hình chiếu của sự dịch chuyển biểu kiến theo mặt phẳng hoàng đạo lên xích đạo thiên cầu khiến Mặt Trời di chuyển qua góc lớn hơn bình thường. Ngược lại, gần điểm phân hình chiếu lên xích đạo ngắn lại khoảng 20 giây. Hiện nay, hiệu ứng điểm cận nhật và điểm chí kết hợp để kéo dài ngày mặt trời thực gần ngày 22 tháng 12 bởi 30 giây mặt trời trung bình, nhưng hiệu ứng điểm chí bị loại bỏ một phần bởi hiệu ứng điểm viễn nhật gần ngày 19 tháng 6 khi nó chỉ 13 giây dài hơn. Hiệu ứng điểm phân ngắn lại gần ngày 26 tháng 3 và ngày 16 tháng 9 bởi 18 giây và 21 giây lần lượt.

### Ngày Mặt Trời trung bình
Trung bình của ngày Mặt Trời thực trong khoảng thời gian cả năm là ngày Mặt Trời trung bình, nó bao gồm 86.400 giây Mặt Trời trung bình. Hiện tại, mỗi giây này dài hơn giây SI một chút bởi vì ngày Mặt Trời trung bình của Trái Đất bây giờ dài hơn một chút so với giá trị thế kỷ 19 của nó do ma sát thủy triều. Độ dài trung bình của ngày Mặt Trời trung bình kể từ việc giới thiệu giây nhuận năm 1972 khoảng từ 0 đến 2 ms so với 86.400 giây SI. Dao động ngẫu nhiên do kết nối lõi-manti có biên độ khoảng 5 ms. Giây Mặt Trời trung bình giữa năm 1750 và 1892 đã được chọn năm 1895 bởi Simon Newcomb làm đơn vị thời gian độc lập trong Bàn Mặt Trời của ông ấy. Bàn này được sử dụng để tính lịch thiên văn của thế giới giữa năm 1900 và 1983, nên giây này được biết đến là giây lịch thiên văn. Năm 1967 giây SI được làm bằng giây lịch thiên văn.
Thời gian Mặt Trời biểu kiến là một phép đo sự quay của Trái Đất và độ chênh lệch giữa nó và thời gian Mặt Trời trung bình được biết đến là phương trình thời gian.

### Ngày stellar và ngày sidereal

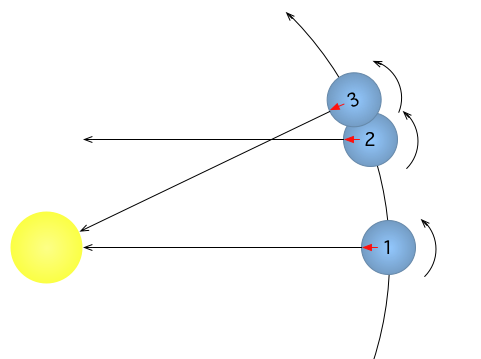
Trên một điểm tại hành tinh như Trái Đất quay cùng hướng với các thiên thể lân cận, ngày stellar ngắn hơn ngày Mặt Trời. (1→2 = một ngày stellar), (1→3 = một ngày Mặt Trời).

Chu kỳ quay của Trái Đất so với định tinh được gọi là ngày stellar bởi Tổ chức quốc tế về Sự xoay của Trái Đất và Các hệ thống tham chiếu (IERS) là 86.164,098 903 691 giây thời gian Mặt Trời trung bình (UT1) (23h 56' 4,098 903 691s, 0,997 269 663 237 16 ngày Mặt Trời trung bình). Chu kỳ quay của Trái Đất so với tiến động hoặc di chuyển điểm xuân phân trung bình, gọi là ngày sidereal, là 86.164,090 530 832 88 giây thời gian Mặt Trời trung bình (UT1) (23h 56' 4,090 530 832 88s, 0,997 269 566 329 08 ngày Mặt Trời trung bình). Do đó ngày sidereal ngắn hơn ngày stellar khoảng 8,4 ms.
Cả ngày stellar và ngày sidereal ngắn hơn ngày Mặt Trời trung bình khoảng 3 phút 56 giây. Ngày Mặt Trời trung bình trong giây SI có thể xem ở IERS trong giai đoạn năm 1623–2005 and 1962–2005.
Gần đây (1999–2010) độ dài trung bình hàng năm của ngày Mặt Trời trung bình đã thay đổi vượt quá 86.400 giây SI giữa 0,25 ms và 1 ms, nó phải được thêm vào cả hai giá trị của ngày stellar và ngày ở phần trên để có được độ dài trong giây SI (xem Biến động độ dài ngày).

### Vận tốc góc

Đồ thị vĩ độ và tốc độ tiếp tuyến. Đường gạch hiển thị ví dụ trung tâm không gian Kennedy. Đường gạch chấm cho thấy vận tốc máy bay với tốc độ hành trình điển hình.

Vận tốc góc của sự tự quay của Trái Đất trong không gian quán tính là (7,2921150 ± 0,0000001) ×10−5 radian trên giây SI (giây Mặt Trời trung bình). Nhân với (180°/π radian)×(86.400 giây/ngày Mặt Trời trung bình) được 360.9856°/ngày Mặt Trời trung bình, cho thấy Trái Đất quay hơn 360° so với những định tinh trong một ngày Mặt Trời. Sự di chuyển của Trái Đất dọc theo quỹ đạo gần tròn của nó trong khi nó đang tự quay quanh trục của mình đòi hỏi Trái Đất quay quanh trục nhiều hơn một vòng một chút so với những ngôi sao cố định trước khi Mặt Trời trung bình có thể vượt lên trên lại, mặc dù nó chỉ quay một vòng (360°) so với Mặt Trời trung bình. Nhân giá trị trong rad/s với bán kính xích đạo của Trái Đất 6.378.137 m (hình bầu dục WGS84) (hệ số 2π radian cần bởi cả hai giản ước) được vận tốc xích đạo 465,1 m/s, 1,674,4 km/h hoặc 1.040,4 mph. Một vài nguồn cho rằng vận tốc xích đạo của Trái Đất là nhỏ hơn, ví dụ như 1,669.8 km/h. Điều này có được bằng cách chia chu vi xích đạo Trái Đất với 24 giờ. Tuy nhiên, việc sử dụng chỉ một chu vi ngụ ý không chủ ý chỉ một sự quay trong không gian quán tính, nên đơn vị thời gian tương ứng phải là ngày sao. Điều này được xác nhận bằng cách nhân số ngày sao trong một ngày Mặt Trời trung bình, 1,002 737 909 350 795, được tốc độ xích đạo trong giờ Mặt Trời trung bình cho ở phần trên là 1.674,4 km/h.
Tốc độ tiếp tuyến của sự quay của Trái Đất tại một điểm trên Trái Đất ước lượng bằng cách nhân vận tốc ở xích đạo với cos của vĩ độ. Ví dụ, trung tâm không gian Kennedy nằm ở 28,59° vĩ độ Bắc, cho vận tốc: cos 28,59° x 1.674,4 km/h (1.040,4 mph; 465,1 m/s) = 1.470,23 km/h (913,56 mph; 408,40 m/s)

## Thay đổi trong sự quay

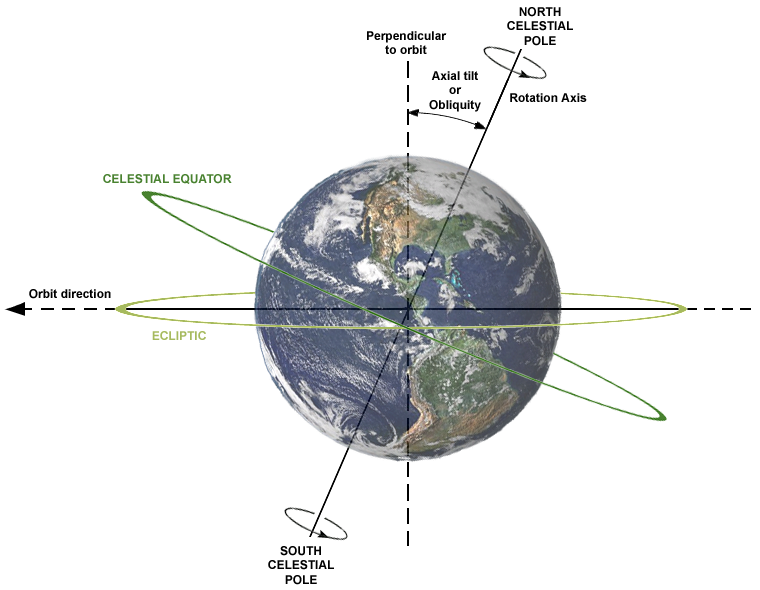
Độ nghiêng trục quay của Trái Đất là khoảng 23,4°. Nó dao động giữa 22,1° và 24,5° trên một chu kỳ 41.000-năm và hiện nay nó đang giảm.

### Thay đổi trong trục quay
Trục quay của Trái Đất di chuyển so với các định tinh (không gian quán tính); thành phần của chuyển động này là tiến động và chương động. Nó cũng di chuyển so với vỏ Trái Đất; nó được gọi là chuyển động cực.
Tiến động là sự quay của trục quay của Trái Đất, được gây ra chủ yếu bởi mô men xoắn từ lực hấp dẫn của Mặt Trời, Mặt Trăng và các vật thể khác. Chuyển động cực chủ yếu là do chương động lõi tự do và thay đổi Chandler.

### Thay đổi trong vận tốc quay

#### Tác động thủy triều
Qua hàng triệu năm, sự tự quay của Trái Đất giảm đáng kể bởi gia tốc thủy triều qua tác động hấp dẫn với Mặt Trăng. Trong quá trình này, mô men động lượng được chuyển từ từ sang Mặt Trăng với tốc độ tỷ lệ với {\displaystyle r^{-6}}, với {\displaystyle r} là bán kính quỹ đạo của Mặt Trăng. Quá trình này tăng dần với độ dài của ngày đến giá trị hiện tại và dẫn đến Mặt Trăng bị khóa thủy triều với Trái Đất.
Sự giảm tốc quay dần dần này được ghi chép ước tính với các ước lượng độ dài ngày có được từ quan sát rhythmit và stromatolit; một sự biên soạn về các đo đạc này chỉ ra độ dài ngày tăng đều từ khoảng the 21 giờ vào 600 triệu năm trước đến giá trị hiện tại là 24 giờ. Bằng cách đếm phiến cực nhỏ hình thành ở thủy tiều cao hơn, tần số thủy triều (và do đó độ dài ngày) có thể được ước lượng, giống như đếm vòng cây, mặc dù ước lượng này có thể ít tin cậy hơn ở tuổi lớn hơn.

#### Sự kiện toàn cầu
Ngoài ra, một số sự kiện quy mô lớn, như Động đất và sóng thần Ấn Độ Dương 2004, đã khiến hiện tượng quay nhanh hơn khoảng 3 micro giây bằng cách tác động mô men quán tính của Trái Đất. Nảy lên hậu băng hà, tiếp diễn kể từ Kỷ băng hà, cũng đang thay đổi sự phân bố khối lượng Trái Đất do đó tác động vào mô men quán tính của Trái Đất và bởi bảo toàn mô men động lượng, chu kỳ quay của Trái Đất.

### Đo đạc
Việc quan sát sự quay của Trái Đất lâu dài được thực hiện với giao thoa kế đường cơ sở cực dài phối hợp với hệ thống Định vị Toàn cầu, vệ tinh định tầm laser, và các kỹ thuật vệ tinh khác.Việc này cung cấp tham khảo chắc chắn cho việc xác định giờ quốc tế, tiến động, và chương động.

## Nguồn gốc

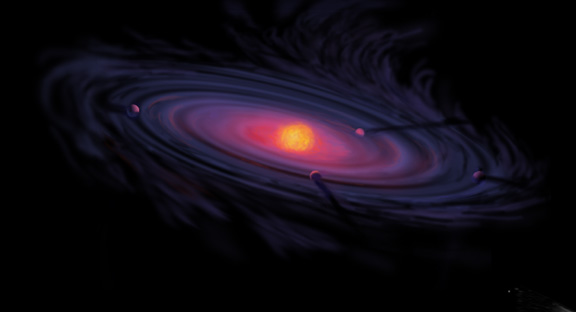
Hình ảnh của một nghệ sĩ về đĩa tiền hành tinh.